# Hymenoplia rufinoides
Hymenoplia rufinoides är en skalbaggsart som beskrevs av Baguena 1956. Hymenoplia rufinoides ingår i släktet Hymenoplia och familjen Melolonthidae. Inga underarter finns listade i Catalogue of Life.